# Вить (приток Припяти)
Вить (бел. Віць) — река в Беларуси, левый приток Припяти. Длина реки — 70 км, площадь водосборного бассейна — 991 км², среднегодовой расход воды в районе устья — 3,2 м³/с.
Высота устья — 108,2 м над уровнем моря. Уклон реки — 0,4 м/км.
Истоки реки находятся у деревни Нахов. Протекает по Хойникскому и Калинковичскому районам Гомельской области, впадает в Припять около деревни Тульговичи. До деревни Борисовщина Хойникского района пойма двухдвухстороняя шириной до 300 м. Замерзает в 1-й декаде декабря, ледоход в 3-й декаде марта.